# Schöni (Patrizierfamilie)

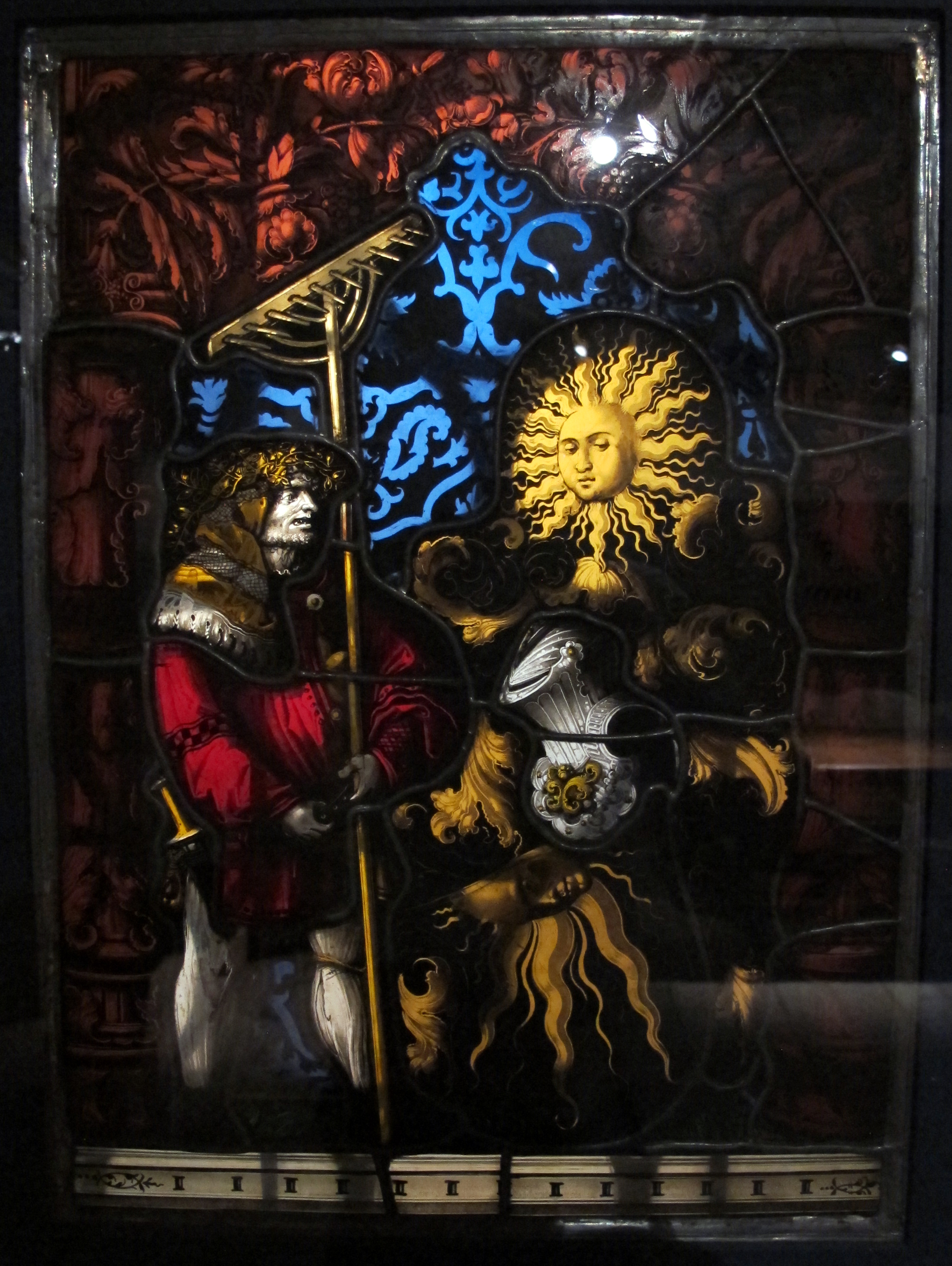
Wappenscheibe Schöni (um 1520)

Die Familie Schöni war eine Berner Patrizierfamilie, die seit dem frühen 15. Jahrhundert nachzuweisen ist und 1751 in Bern im Mannsstamm erlosch.
Die verschiedenen Träger des Familiennamens Schöni sind im 15. und 16. Jahrhundert nicht in einen genealogischen Zusammenhang zu bringen. Das Geschlecht stellte insgesamt dreimal einen Venner, drei davon zu Metzgern. Die Schöni waren auch zu Pfistern stubengenössig. Die Schöni gehören zu den wenigen Notabelnfamilien Berns, welche ihren sozialen Aufstieg der Bildung und nicht dem Erwerb von Grundeigentum zu verdanken haben. Insgesamt sind fünf Wappenformen bekannt, die jedoch alle eine goldene Sonne gemeinsam haben.

## Personen
- Ulrich Schöni, Burger von Bern 1408
- Antoni Schöni (I.), des Grossen Rats 1440
- Johannes Schöni († 1504), Landvogt zu Nidau 1464, Landvogt zu Aarwangen 1475
- Antoni Schöni (II.) († 1497), Landvogt zu Bipp 1474, des Kleinen Rats 1483, Böspfenniger 1489, bernischer Gesandter im Waldmannhandel
- Gilgian Schöni († 1512), Landvogt zu Trachselwald 1474, Venner zu Metzgern, Obervogt zu Schenkenberg 1488, Landvogt zu Aarwangen 1495, des Kleinen Rats, Truppenführer im Schwabenkrieg
- Thomas Schöni, Gubernator zu Aigle 1481, des Kleinen Rats, Obervogt zu Lenzburg 1487, Ohmgeldner, Hauptmann in Frankreich
- Simon Schöni († 1513), Landvogt zu Schwarzenburg 1505, Schultheiss zu Murten 1510
- Christoph Schöni († 1512), Schultheiss zu Büren 1508
- Georg Schöni, Gerichtsschreiber 1527, Hofmeister zu Königsfelden, Venner zu Metzgern 1534
- Niklaus Schöni († 1571), Landvogt zu Bipp 1541, Landvogt zu Chillon 1551, Schultheiss zu Büren 1559
- Felix Schöni (I.) († 1590), Landvogt zu Bipp 1560, Landvogt zu Aarburg 1567, Ohmgeldner 1575, Landvogt zu St. Johannsen 1577, Landvogt zu Erlach 1587.
- Jakob Schöni († 1586), Landvogt zu St. Johannsen 1585
- David Schöni, Landvogt zu Brandis 1615
- Johannes Schöni, Meister des Niedern Spitals 1591, des Kleinen Rats 1598
- Felix Schöni (III.) (1585–1650), Kastlan zu Zweisimmen 1617, des Kleinen Rats 1626, Venner zu Metzgern 1626
- Felix Schöni (IV.) (1639–1707), Schultheiss zu Unterseen 1684
- Franz Ludwig Schöni (1673–1751), ultimus, Ratsschreiber, Stadtschreiber, Landvogt zu Aarwangen, des Kleinen Rats, Venner zu Metzgern[1]